# 眭豫
眭豫，字道闲，赵郡高邑人，南北朝北齐政治人物。

## 生平
眭豫在弱冠之年，被州里举为秀才。齐文宣帝天保年间，参与拟定礼令，历任晋州道行台郎、大理正、奉车都尉。入文林馆。升任为员外散骑常侍，不久兼任祠部郎中。隋文帝开皇年间，在洛州司马任上去世。

## 家族
父亲眭寂，南梁北平太守。
同宗眭仲让，天保年间担任尚书左丞。